# Преслатинци
Преслатинци (хрв. Preslatinci) су насељено место у општини Дрење, Осјечко-барањска жупанија, Хрватска.

## Историја
До територијалне реорганизације у Хрватској били су у саставу старе општине Ђаково.

## Становништво
У попису становништва из 2011. године, Преслатинци су имали 160 становника.
| Број становника према пописима | Број становника према пописима | Број становника према пописима | Број становника према пописима | Број становника према пописима | Број становника према пописима | Број становника према пописима | Број становника према пописима | Број становника према пописима | Број становника према пописима | Број становника према пописима | Број становника према пописима | Број становника према пописима | Број становника према пописима | Број становника према пописима | Број становника према пописима |
| ------------------------------ | ------------------------------ | ------------------------------ | ------------------------------ | ------------------------------ | ------------------------------ | ------------------------------ | ------------------------------ | ------------------------------ | ------------------------------ | ------------------------------ | ------------------------------ | ------------------------------ | ------------------------------ | ------------------------------ | ------------------------------ |
| 1857                           | 1869                           | 1880                           | 1890                           | 1900                           | 1910                           | 1921                           | 1931                           | 1948                           | 1953                           | 1961                           | 1971                           | 1981                           | 1991                           | 2001                           | 2011                           |
| 260                            | 238                            | 221                            | 288                            | 355                            | 383                            | 392                            | 442                            | 425                            | 413                            | 383                            | 288                            | 193                            | 191                            | 159                            | 160                            |

### Попис1991.
У попису становништва из 1991. године, Преслатинци је имало 191 становника, следећег националног састава:
| Попис 1991.‍ | Попис 1991.‍ | Попис 1991.‍ | Попис 1991.‍ | Попис 1991.‍ |
| ----------- | ----------- | ----------- | ----------- | ----------- |
|             |             |             |             |             |
| Хрвати      | Хрвати      |             | 190         | 99,47%      |
| непознато   | непознато   |             | 1           | 0,52%       |
| укупно: 191 |             |             |             |             |

### Попис1910.
| Преслатинци | Преслатинци |
| --- | --- |
| језик | вера |
| укупно: 383 Хрватски 249 (65,01%) Мађарски 89 (23,23%) Немачки 26 (6,78%) Словачки 11 (2,87%) Српски 6 (1,56%) Чешки 2 (0,52%) | <div style="border:solid transparent;position:absolute;width:100px;line-height:0;<div style="border:solid transparent;position:absolute;width:100px;line-height:0;<div style="border:solid transparent;position:absolute;width:100px;line-height:0; укупно: 383 Римокатолици 376 (98,17%) Православци 6 (1,56%) Јевреји 1 (0,26%) - (-%) |